# Unidad Editorial
Unidad Editorial est un groupe de presse qui édite des journaux en Espagne depuis 2003. C'est une filiale à 96 % de RCS MediaGroup, un groupe de presse Italien.

## Publications

### Presse
- El Mundo
- Expansión (journal économique)
- Marca (journal) (journal sportif)
- Actualidad Economica (magazine économique)
- El Cronista (Buenos Aires)
- Diario Económico (Lisbonne)
- Diario Información (Santiago du Chili)

### Magazine
- Actualidad Economica (magazine économique)
- Marca (éditeur de magazine : Historia, Xbox 360, golf digest, )
- NBA
- Arte

### Télévision & Radio

#### Chaînes actuelles
- DKiss
- DMAX

#### Anciennes chaînes
- Veo TV
- Marca TV

#### Radio
- Radio Marca

### Livres
- La Esfera de los Libros
- A Esfera dos Livros (portugais)